# Luisgé Martín

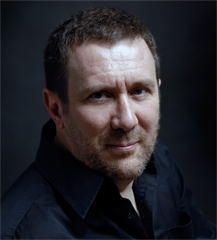
Luisgé Martín

Luis García Martín, bekannt als Luisgé Martín (* Januar 1962 in Madrid) ist ein spanischer Schriftsteller, der den Premio Herralde für seinen Roman Cien noches im Jahr 2020 gewann.

## Leben
Er besuchte die Grundschule und Oberstufe San Viator in Madrid und machte das Abitur an der Schule „Emilio Castelar“ im Stadtteil Carabanchel. Er hat seinen Abschluss in spanischer Philologie an der Universidad Complutense (1985) gemacht, machte danach einen Master in Unternehmensführung am Instituto de Empresas in Madrid. Er hat in verschiedenen Verlagen gearbeitet, zunächst bei SM und dann bei Ediciones del Prado. Er war außerdem Berater der Kulturministerin, Ángeles Gonzáleu-Sinde.
Zu seinen Hobbys gehören neben dem Lesen auch die Freude am Reisen und das Interesse am Kino. Er setzt sich für die Normalisierung des öffentlichen Lebens der Homosexuellen ein und ist mit dem Illustrator Axier Uzkudun verheiratet. Er arbeitet häufig mit der Zeitung El País und auch an anderen journalistischen Veröffentlichungen. Seine ersten Bücher signierte er als Luis G. Martín. Seit 2010 veröffentlicht er einen Blog „El infierno son los otros“.

## Literarisches Werk
Das literarische Werk von Luisgé Martín besteht aus drei Büchern mit Erzählungen und acht Romanen, außerdem aus einigen Ausgaben klassischer Autoren und zahlreichen Erzählungen, die in Zeitschriften und Sammelbänden erschienen sind.

### Erzählungen
Als Geschichtenerzähler hat Luisgé Martín den Einfluss von Borges und Cortázar anerkannt. Er selbst hat die Geschichte als eine „moralische Fabel“ definiert, die mit einer „uhrwerkartigen Architektur, immer von ornamentalen Fransen befreit“, ausgestattet sei und deren grundlegende Elemente „die Vereinfachung, die Reinigung (...) und das Ende; unerwartet und überraschend“. Das wiederkehrende Thema im Großteil seiner Geschichten ist das der Liebe, die schicksalshaft aber unmöglich ist. Seine Figuren (viele seiner Geschichten haben als Titel den Namen des Protagonisten oder der Protagonistin) werden von einer unüberwindbaren Leidenschaft gepackt, die sie bis ins Verderben reißt.
Was den Stil angeht, fällt vor allem der distanzierte und nachdenkliche Erzählton auf, wie der eines Notars, der Protokoll schrecklicher Ereignisse aufnimmt, die aber mit einer scheinbar distanzierten Art eines neutralen Erzählers leidenschaftslos wirken, entsprechend beim Leser ein Gefühl der Unruhe hervorrufen. Es handelt sich um dunkle Lieben, die es nicht schaffen, sichtbar für die Anderen zu sein, bei denen es wie beim Igel ist, der durch seine äußere Haut aus spitzen Stacheln ein zartes Fleisch mit süßem Aroma hat, wie es im Zitat heißt, das sein zweites Buch beginnt.
Im Jahr 2004 wurde die Anthologie Tu piel en mi boca (Egales Verlag) veröffentlicht, mit homoerotischen Geschichten, an denen Luisgé Martín mit Autoren der Größe von Luis Antonio de Villena, Marcelo Soto, Lawrence Schimel, Norberto Luis Romero, Pablo Peinado, Mario Merlino, Eduardo Mendicutti, Antonio Jiménez Ariza, José Infante, Juan P. Herráiz, Francisco J. Gutiérrez, Luis Deulofeu, Moncho Borrajo, Luis Algorri und Leopoldo Alas Mínguez arbeitete.
Eine seiner Geschichten, Los dientes del azar wurde im Jahr 2012 mit dem Vargas Llosa NH-Preis ausgezeichnet. 

### Romane
Der erste seiner Romane, La dulce ira (1995), ist ein falscher historischer Roman. Er spielt im Spanien des 16. Jahrhunderts und erzählt in Form eines anonymen Chronisten das waghalsige Leben von Gerónimo de Letona y las Mendozas, Einzelkind einer Adelsfamilie unter der Herrschaft Karls V. Der Erzähler warnt gleich zu Beginn davor, dass der Roman nichts anderes bezweckt, als „das Würdigen der edlen, aber genauso geschmähten Gefühle des Grolls“. Tatsächlich wird Gerónimo uns im Roman als eine Art Vernichtungsengel, gesandt vom Teufel, dargestellt, der nur Linderung dadurch verspürt, dass er die Personen, die ihm nahestehen, zerstört.
La muerte de Tadzio (2000) ist zeitgleich eine Hommage sowie eine Verleugnung der Werke von Thomas Mann und Luchino Visconti, die ihm als erzählerische Unterstützung dienen: Der junge Tadzio aus Tod in Venedig ist nun fast ein alter Mann, der zum Sterben nach Venedig zurückkehrt und sich an sein Leben als bekannter Musiker und als Verliebter in die junge männliche Schönheit erinnert. Bereits als alter Mann, konfrontiert ein Satz von Mann („die Schönheit schaffende Ungerechtigkeit“) seine eigene körperliche Vergänglichkeit mit dem Überschwang der Jungen, und aus diesem Spiegel wird seine letzte Entscheidung gefällt: Der Mord an einem jungen Mann, der so mit ihm spielt, wie er als Teenager, mit dem alten Schriftsteller der ihn am Strand bewunderte. Der Autor spart nicht, wie sonst, an Szenen und Ereignissen, die gewisse Grausamkeit mit sich tragen, die im Gegensatz zu dem ruhigen und gelassenen Stil der Erinnerungen des Protagonisten stehen.
Los amores confiados (2015) unterscheidet sich in zwei großen Punkten von den vorherigen Erzählungen: Erstens, findet die Handlung in der Gegenwart statt, zweitens will sich der Erzähler mit dem Autor identifizieren, sodass man von einem autobiographischen Roman sprechen könnte. Beides führt dazu, dass der Roman auf eine viel lockerere Art geschrieben ist, als ältere Werke, ohne die literarischen Kunstgriffe („ästhetische Paradiese“, in den Worten des Autors), die diese manchmal störten. Wenn der Groll, die Rache und die Zerstörung die Hauptthemen seines ersten Romans waren, und die Unmöglichkeit ewiger Schönheit und Jugend die des zweiten, so ist es nun die Eifersucht, die die Fäden der Geschichte zieht. Im Gegensatz zu den gewaltsamen Enden der vorherigen Romane, gibt es im Erzähler eine offensichtliche sentimentale Ansiedlung, als er sagt: „Jetzt weiß ich, dass die liebe eine ruhige Erfahrung ist und keine schreckliche Leidenschaft“.
Einige Elemente des vorherigen Romans werden in Las manos cortadas (2009) widergespiegelt. Das offensichtlichste ist das der Präsenz des Erzählers, der eindeutig mit dem Autor identifiziert werden kann. Daher der fast journalistische Erzählton einer Geschichte, die sich hätte ereignen können (oder zumindest von der der Leser glaubt, sie habe sich ereignen können). Und welche ist diese Geschichte? Nun, die Existenz einiger Briefe, die, wären sie wahr, das Bild, was wir heute von Salvador Allende haben, dem ermordeten Präsidenten Chiles, schlecht aussehen lassen würden. Der Roman wird zu einer Geschichte, die halb politisch und halb der eines Kriminalromans entspricht, die Handlung spielt in Chile zur Zeit nach Augusto Pinochet. Zu dieser historischen Handlung fügt der Erzähler eine weitere Liebesroman-Handlung hinzu, komplex und voller Überraschungen.
2012 veröffentlichte der Verlag Anagrama einen Roman mit dem Titel La mujer de sombra, den der Kritiker Rodríguez Rivero mit der Literatur Tanizakis aufgrund seiner psychologischen Tiefe verglich. Der Kritiker Pozuelo Yvancos sagte seinerseits, dass „Luisgé Martíns Geschick darin bestehe, es geschafft zu haben, dass die Bedingungen des Schrecklichen beim Lesen keine direkte Ablehnung hervorrufen, wenn sie einen guten Roman nähren.“

### Autobiographische Werke
In El amor del revés (Anagrama, 2016) erzählt er von der Entdeckung und progressiven Akzeptanz (mit Etappen der Ablehnung und psychologischer Behandlung und Verhaltenstherapie) seiner Homosexualität.

## Auszeichnungen
· Premio Herralde de Novela (2020), für Cien noches.
· Premio Vargas Llosa NH de relatos (2012).
· Premio del Tren „Antonio Machado“ de Cuento (2009).
· Premio Ramón Gómez de la Serna (2000).

## Publikationen

### Romane und Erzählungen
• 1989: Los oscuros (relatos). Alfaguara
• 1995: La dulce ira. Alfaguara
• 2000: La muerte de Tadzio. Alfaguara. Premio Ramón Gómez de la Serna
• 2002: El alma del erizo (relatos). Alfaguara
• 2005: Los amores confiados. Alfaguara
• 2009: Las manos cortadas. Alfaguara
• 2010: Los años más felices (relato). Fundación de los Ferrocarriles Españoles. Premio del Tren
• 2012: La mujer de sombra. Anagrama. Traducido al inglés en 2014 como Woman in darkness. Hispabooks Publishing.
• 2013: La misma ciudad. Anagrama.
• 2013: Donde el silencio. Imagine Ediciones. VIII Premio Llanes de Viajes 2013.
• 2013: Todos los crímenes se cometen por amor (relatos). Salto de Página.
• 2014: Toda una vida. La Pereza Ediciones.
• 2015: La vida equivocada. Anagrama.
• 2020: Cien noches (Premio Herralde de Novela 2020).

### Memoiren
• 2016: El amor del revés. Anagrama.

### Essay
• 2018: El mundo feliz. Una apología de la vida falsa. Anagrama

### Werksammlungen
• 1992: Julio Cortázar: La autopista del Sur y otras historias. Bruño
• 1995: Cuentos españoles contemporáneos (1975-1992). Bruño
• 2000: Lazarillo de Tormes (versión modernizada). Edelvives
• 2002: Amante del sexo busca pareja morbosa (Ausgabe pornographischer, realer Briefe). Temas de Hoy

## Referenzen
- GARCÍA MARTÍN, Luis: "El cuento de nunca acabar". El Urogallo, nr. 52-53, September–Oktober, 1990, S. 67.